# グレイ (単位)
グレイ (gray、単位記号：Gy) は、放射線によって人体をはじめとした物体に与えられたエネルギーを表す計量単位である。国際単位系における固有の名称と記号を持つ22個のSI組立単位の一つである。
吸収線量またはカーマの計量単位として主に用いられる。
医療の現場における被治療者の被曝線量を表す臓器吸収線量の単位などに用いられる。

## 定義

### 吸収線量の単位
電離放射線の照射により物質 1 kg につき 1 J の仕事に相当するエネルギーが与えられるときの吸収線量を1グレイと定義する。

### カーマの単位
間接電離放射線の照射により直接放出される全荷電粒子の初期運動エネルギーの和が物質 1 kg につき 1 J の仕事に相当するときのカーマを1グレイと定義する。
J/kg = m2 s−2、すなわちT−2 L2の次元をもつ。

## ラド
かつては吸収線量の計量単位としてラド (単位記号　rad) が用いられていた。 1ラド = 0.01 グレイである。
ラドは国際単位系では一貫性のない非SI単位であるので、現在ではほとんど用いられない。ただし計量法では、法定計量単位としてなおも認めている。米国のNISTのSP811は、ラド、キュリー(en:curie)、レントゲン(en:roentgen)、レム(en:rem)の使用を避けるように強く（"strongly discouraged"）呼びかけている。

## 語源
グレイは、1940年に同様の概念の単位を使用したルイス・ハロルド・グレイ（1905年 - 1965年）を記念して1975年に定められた。ルイス・ハロルド・グレイは、「1レントゲンの放射能によって単位体積の水中に生じるエネルギーに等しい量のエネルギーの増加を単位体積当たりの組織の中で生じる中性子放射線の総量」を単位とした。

## 符号位置
| 記号 | Unicode | JIS X 0213 | 文字参照          | 名称   |
| ---- | ------- | ---------- | ----------------- | ------ |
| ㏉   | U+33C9  | -          | &#x33C9; &#13257; | グレイ |

Unicodeには、グレイを表す上記の文字が収録されている。これはCJK互換用文字であり、既存の文字コードに対する後方互換性のために収録されているものであるので、使用は推奨されない。